# Area 51 (jogo eletrônico de 1995)

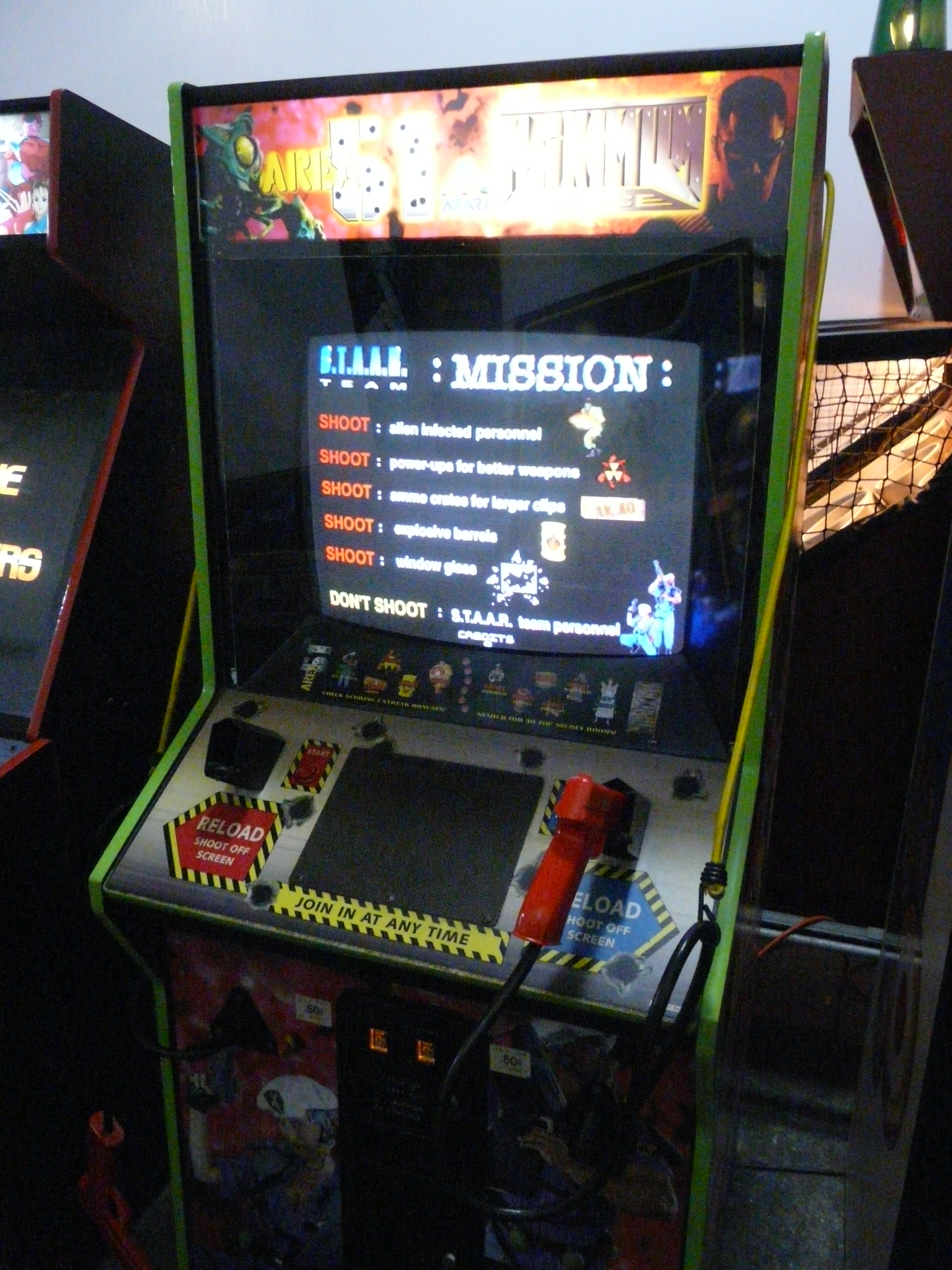
Máquina de fliperama Area 51

Area 51 é um jogo eletrônico de Shoot 'em up desenvolvido pela Atari Games em 1995 para arcades, Microsoft Windows, PlayStation e Sega Saturn e PlayStation 2, o jogador joga na pele de um agente da STAAR que tenta salvar a Aárea 51 de uma invasão de alienígenas.